# Taray del Gallo
El Taray del Gallo (Tamarix gallica) ubicado en la Finca El Encín de Alcalá de Henares es un Árbol singular de la Comunidad de Madrid (España).

## Taray del Gallo
El Catálogo Regional de la Comunidad de Madrid de Especies Amenazadas de Fauna y Flora Silvestre incluye desde 2015, en la categoría de "Árboles Singulares", un ejemplar de Taray del Gallo (Tamarix gallica) debido a su gran tamaño.
Es un ejemplar de taray o taraje o Tamaryx gallica de unos 120 años de edad. Está situado en la orilla septentrional del Henares, dentro de la Finca "El Encín" en Alcalá de Henares, centro agropecuario de investigación gestionado por el IMIDRA. 
El perímetro de su tronco mayor es de 2,27 metros, y una altura de 11,5 m. Este árbol se ubica a 605 m s. n. m.

## Tamarix gallica
Tamarix gallica es una especie vegetal de la familia de las Tamaricáceas. Son árboles caducifolios adaptados a vivir en las riveras de los ríos o en zonas con abundante agua y suelo salino; ya que están preparados para absorber la sal y acumularla en su follaje.
Sus ramas son largas y flexibles, de corteza pardo-rojizo oscuro. Sus hojas son muy pequeñas, escamiformes, de forma ovado-agudas. Florece en primavera y verano, y sus flores son blancas o rosa pálido; se agrupan por espigas gruesas y cilíndricas.

## Véase también

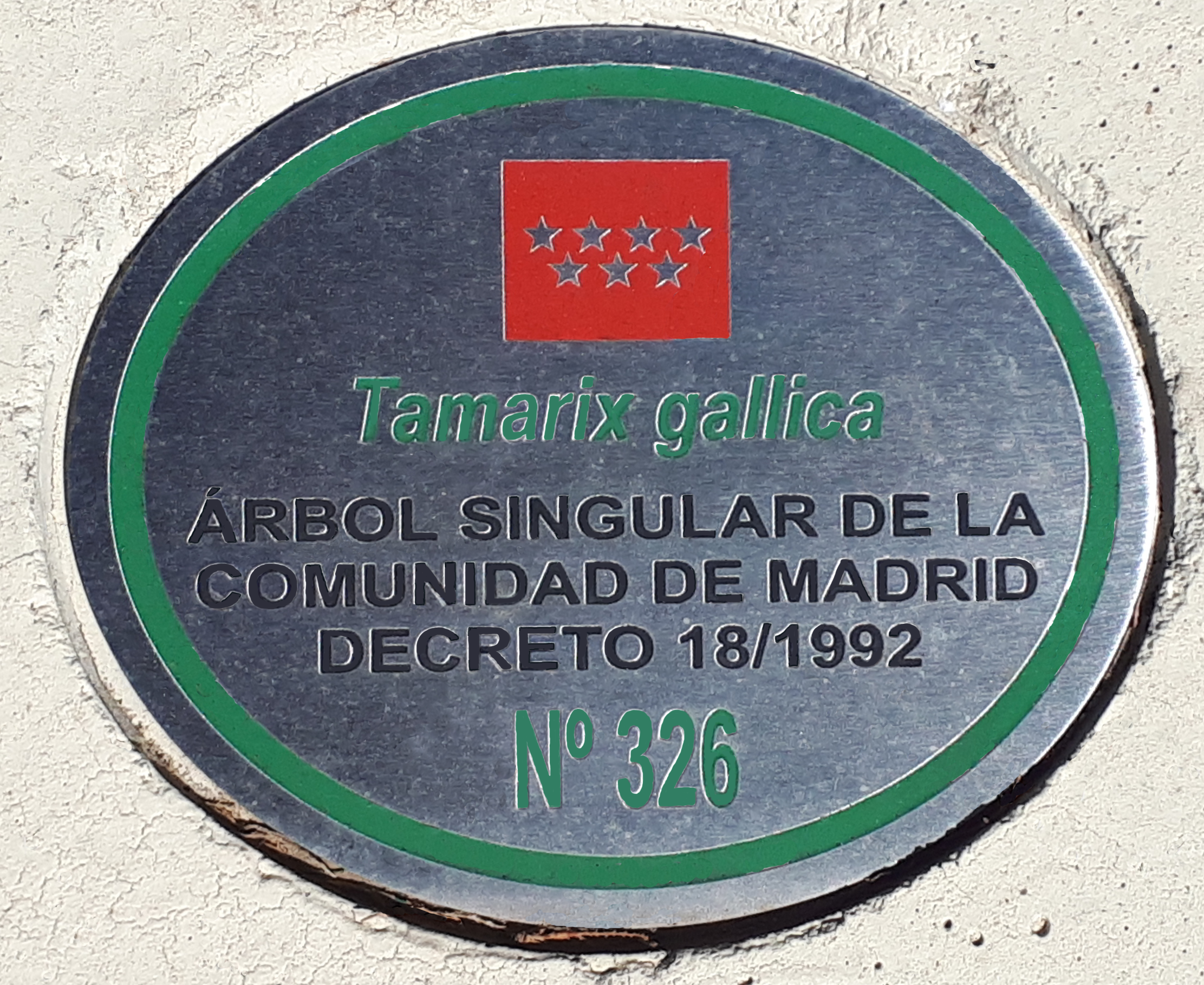
Placa de registro con el nº 326.